# Resolutie 1544 Veiligheidsraad Verenigde Naties
Resolutie 1544 van de Veiligheidsraad van de Verenigde Naties werd op 19 mei 2004 aangenomen met veertien tegen nul stemmen en één onthouding van de Verenigde Staten. De resolutie riep Israël op geen Palestijnse woningen meer te slopen.

## Achtergrond
Tussen 1987 en 1993 zorgde een spiraal van geweld ervoor dat honderden Palestijnen en Israëli's omkwamen. Toen dat laatste jaar de Oslo-akkoorden werden getekend, was er weer hoop op een verbetering van de toestand. Er gebeurde echter nauwelijks iets. De bezetting bleef voortduren en de economische situatie verslechterde nog. Een bezoek van Ariel Sharon aan de Tempelberg op 28 september 2000 werd gezien als een provocatie en leidde tot zware rellen. Wat volgde was de Tweede Intifada, waarbij opnieuw vele duizenden omkwamen.
Op 12 mei 2004 viel het Israëlisch leger de stad Rafah in het zuiden van de Gazastrook binnen, na twee Palestijnse aanvallen op pantserwagens waarbij elf Israëlische soldaten waren omgekomen. Zo'n 300 huizen, en ook de zoo van Rafah, nabij de grens met Egypte werden gesloopt om de bufferzone tussen Egypte en de Gazastrook te verbreden. In die zone patrouilleert het leger om wapensmokkel tegen te gaan.

## Inhoud
Israël werd herinnerd aan zijn verantwoordelijkheden als bezettende macht onder de Vierde Geneefse Conventie inzake de bescherming van burgers in oorlogstijd. Het land moest de veiligheid handhaven.
De situatie in de sinds 1967 bezette gebieden bleef verslechteren. De Veiligheidsraad veroordeelde het doden van Palestijnse burgers in Rafah en was bezorgd om de sloop van woningen in het vluchtelingenkamp van Rafah.
Israël werd opgeroepen het internationaal humanitair recht na te leven en in het bijzonder om geen woningen meer te slopen, wat in tegenspraak met dat recht is. Men was erg bezorgd om de situatie van dakloos gemaakte Palestijnen in Rafah en riep op tot noodhulp. Verder werd opgeroepen het geweld te stoppen en beide partijen om hun verplichtingen onder het vredesplan na te komen.

## Verwante resoluties
- Resolutie 1405 Veiligheidsraad Verenigde Naties (2002)

Lijst ·  1522 ·  1523 ·  1524 ·  1525 ·  1526 ·  1527 ·  1528 ·  1529 ·  1530 ·  1531 ·  1532 ·  1533 ·  1534 ·  1535 ·  1536 ·  1537 ·  1538 ·  1539 ·  1540 ·  1541 ·  1542 ·  1543 ·  1544 ·  1545 ·  1546 ·  1547 ·  1548 ·  1549 ·  1550 ·  1551 ·  1552 ·  1553 ·  1554 ·  1555 ·  1556 ·  1557 ·  1558 ·  1559 ·  1560 ·  1561 ·  1562 ·  1563 ·  1564 ·  1565 ·  1566 ·  1567 ·  1568 ·  1569 ·  1570 ·  1571 ·  1572 ·  1573 ·  1574 ·  1575 ·  1576 ·  1577 ·  1578 ·  1579 ·  1580